# Flugplatz Idar-Oberstein/Göttschied

i7
i11
i13
Der Flugplatz Idar-Oberstein/Göttschied (ICAO-Code: EDRG) ist ein seit 1960 zugelassener Verkehrslandeplatz. Er liegt nördlich der Stadt Idar-Oberstein zwischen dem Ortsteil Göttschied und den Gemeinden Gerach und Hintertiefenbach auf einer Höhe von 480 Metern (1575 Fuß). Der Flugplatz ist zugelassen für Luftfahrzeuge bis zu einem Höchstgewicht von 2 to, nach vorheriger Freigabe (PPR) können auch Luftfahrzeuge bis zu 3700 kg Gewicht zugelassen werden. Der Flugplatz wird vom Aero-Club Idar-Oberstein betrieben und eignet sich für Motorflugzeuge, Helikopter, Motorsegler, Segelflugzeuge, Ultraleichtflugzeuge und, ebenfalls nach vorheriger Anmeldung (PPR), Fallschirmspringer.
Am Wochenende werden hier Rundflüge in den Sparten Motorflug, Motorsegelflug, Segelflug und Ultraleichtflug angeboten.

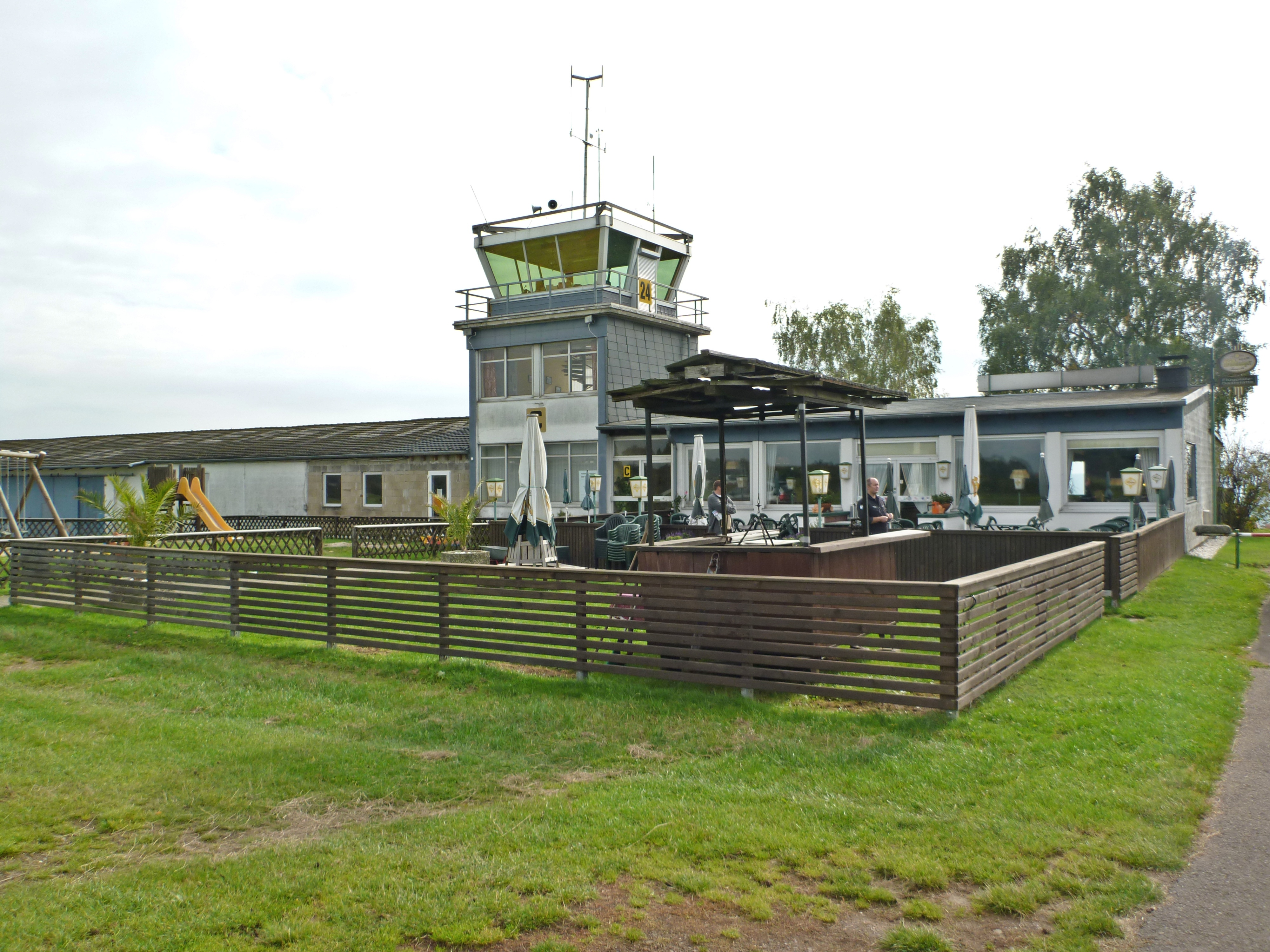
Tower des Flugplatzes

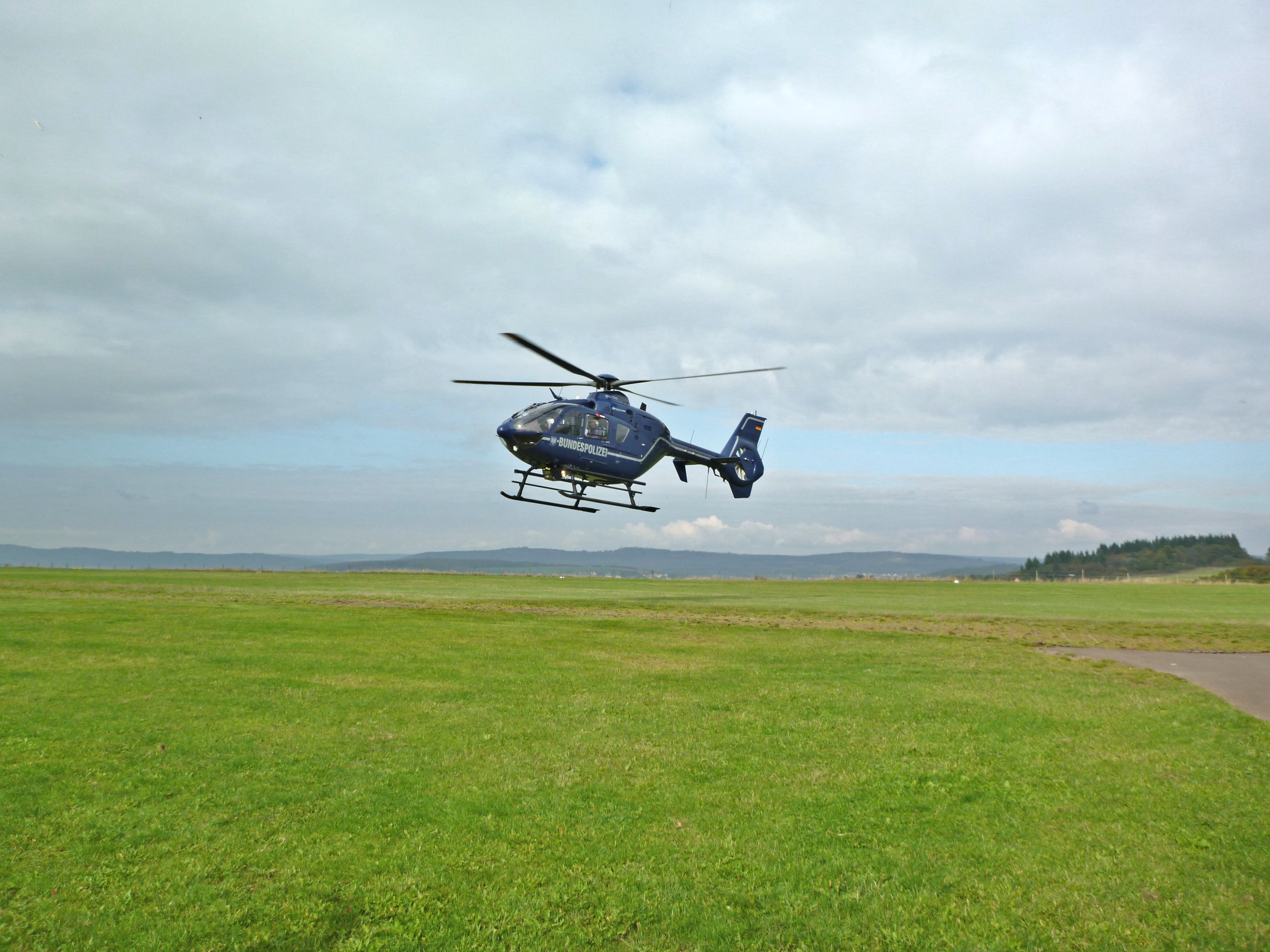
Landeanflug eines Eurocopter EC 135 der Bundespolizei auf dem Flugplatz Idar-Oberstein/Göttschied